# Brzózki (województwo wielkopolskie)
Brzózki – wieś w Polsce położona w województwie wielkopolskim, w powiecie konińskim, w gminie Kramsk.
| SIMC    | Nazwa    | Rodzaj    |
| ------- | -------- | --------- |
| 0288337 | Niwka    | część wsi |
| 0288343 | Stawisko | część wsi |

Brzózki wraz z ich częściami zamieszkuje 65 mieszkańców. Brzózki wraz ze swoimi częściami wsi oraz z sąsiednią wsią Chmielnik tworzą sołectwo Brzózki. W latach 1975–1998 miejscowość administracyjnie należała do województwa konińskiego.